# Câu lạc bộ bóng đá Đài Trung Futuro
Câu lạc bộ bóng đá Đài Trung Futuro (tiếng Trung: 台中Futuro) là một câu lạc bộ bóng đá chuyên nghiệp ở Đài Trung, Đài Loan, hiện đang thi đấu tại Giải Bóng đá Ngoại hạng Đài Loan.

## Lịch sử
Học viện bóng đá Đài Trung Futuro được thành lập vào năm 2016 bởi thủ môn người Nhật Yoshitaka Komori. Đội bóng đá nam được thành lập vào năm 2018.

## Đội hình hiện tại
Tính đến 10 tháng 4 năm 2020
Ghi chú: Quốc kỳ chỉ đội tuyển quốc gia được xác định rõ trong điều lệ tư cách FIFA. Các cầu thủ có thể giữ hơn một quốc tịch ngoài FIFA.
| Số | VT | Quốc gia          | Cầu thủ          |
| -- | -- | ----------------- | ---------------- |
| 1  | TM | Nhật Bản          | Jun Kochi        |
| 2  | HV | Đài Bắc Trung Hoa | Wu Meng-chi      |
| 3  | HV | Đài Bắc Trung Hoa | Chen Ting-yang   |
| 4  | TV | Đài Bắc Trung Hoa | Hung Tzu-kuei    |
| 5  | HV | Nhật Bản          | Yugo Ichiyanagi  |
| 6  | TV | Đài Bắc Trung Hoa | Chao Ming-hsiu   |
| 7  | TV | Nhật Bản          | Keisuke Ogawa    |
| 8  | TV | Nhật Bản          | Yoshitaka Komori |
| 9  | TĐ | Đài Bắc Trung Hoa | Li Mao           |
| 10 | HV | Nhật Bản          | Keita Yamauchi   |
| 11 | TV | Hàn Quốc          | Joo Ik-seong     |
| 14 | TĐ | Đài Bắc Trung Hoa | Liao I-shih      |
| 15 | TĐ | Hàn Quốc          | Mun Tesu         |
| 16 | TĐ | Pháp              | Loal Perron      |

| Số | VT | Quốc gia          | Cầu thủ         |
| -- | -- | ----------------- | --------------- |
| 17 | HV | Đài Bắc Trung Hoa | Hsu Heng-pin    |
| 18 | HV | Đài Bắc Trung Hoa | Kuo Yao-hua     |
| 19 | TV | Nhật Bản          | Seiji Fujiwara  |
| 21 | TM | Đài Bắc Trung Hoa | Tuan Yu         |
| 23 | HV | Đài Bắc Trung Hoa | Chuang Ming-yen |
| 24 | HV | Nhật Bản          | Kohei Ueda      |
| 26 | HV | Đài Bắc Trung Hoa | Li Chung-yun    |
| 27 | TV | Đài Bắc Trung Hoa | Jiang Hao-ren   |
| 30 | TV | Đài Bắc Trung Hoa | Chen Chi-wei    |
| 31 | HV | Đài Bắc Trung Hoa | Li Yi-ming      |
| 32 | TĐ | Bắc Ireland       | Calum Togneri   |
| 34 | TM | Đài Bắc Trung Hoa | Chen Jih-yang   |
| 80 | HV | Đài Bắc Trung Hoa | Chen Sheng-wei  |
| 88 | TV | Đài Bắc Trung Hoa | Lin Chien-liang |

## Người quản lý
| Quản lý viên   | Quốc tịch | Nhiệm kỳ |
| -------------- | --------- | -------- |
| Juang Ming-Yen | Đài Loan  | 2019     |
| Toshiaki Imai  | Nhật Bản  | 2020     |
| Vom Ca-nhum    | Đài Loan  | 2020-    |